# Exile (Hurts)
Exile è il secondo album in studio del gruppo musicale britannico Hurts, pubblicato l'8 marzo 2013 dalla RCA Records.

## Tracce
Testi e musiche degli Hurts, eccetto dove indicato.
1. Exile – 4:16 (Hurts, Jonas Quant)
2. Miracle – 3:44
3. Sandman – 3:54 (Hurts, Jonas Quant)
4. Blind – 4:23 (Hurts, Jonas Quant)
5. Only You – 4:29
6. The Road – 4:39
7. Cupid – 2:42 (Hurts, Jonas Quant)
8. Mercy – 4:06
9. The Crow – 5:33
10. Somebody to Die For – 4:35
11. The Rope – 4:14 (Hurts, Jonas Quant)
12. Help – 4:17

Tracce bonus nell'edizione deluxe di iTunes
1. Heaven – 4:01
2. Guilt – 2:52
3. Making of Exile (Video) – 10:04

Contenuto bonus nell'edizione deluxe
- CD

1. Heaven – 4:01
2. Guilt – 2:52

- DVD

1. Россия – 31:04

## Formazione
Gruppo
- Theo Hutchcraft – voce
- Adam Anderson – strumentazione (tracce 1, 3, 4, 6, 7, 9 e 10), programmazione, tastiera (tracce 2, 5, 8, 11 e 12), effetti sonori (traccia 8), chitarra (traccia 11)

Altri musicisti
- Jonas Quant – strumentazione (tracce 1, 3, 4 e 7), programmazione (tracce 1, 3, 4, 7, 8 e 11), tastiera (tracce 5, 8 e 11), chitarra (traccia 11)
- Pete Watson – basso e pianoforte (traccia 2), pianoforte aggiuntivo (tracce 10 e 12)
- Paul Walsham – batteria (tracce 2, 10 e 12), batteria aggiuntiva (traccia 9)
- Wil Malone – arrangiamento e conduzione ottoni (tracce 2 e 4), arrangiamenti e conduzione strumenti ad arco (tracce 10 e 12)
- John Barclay, Tom Rees-Roberts – trombe (tracce 2, 4 e 12)
- Richard Edwards, Andy Wood – tromboni bassi (tracce 2, 4 e 12)
- Laurence Davies, Simon Rayner, Richard Watkins – corni (tracce 2, 4 e 12)
- Nathalie Schmeikal – cori (traccia 4)
- Jakob Hermann – batteria (tracce 5, 8 e 11)
- Pete Watson – polyvox e moog (traccia 6)
- Jamie Massie – effetti sonori (traccia 8)
- Malin Abrahamsson, Karolin Funke, Jennifer Götvall, Tina Sunnero – coro (tracce 8 e 11)
- Oskar Stenmark – tromba, trombone e ottoni (traccia 8)
- Salome Kent – voce aggiuntiva e strumenti ad arco (traccia 11)
- Per Stenbeck – basso (traccia 11)
- Elton John – pianoforte (traccia 12)

Orchestra (tracce 10 e 12)
- Mark Berrow, Dermot Crehan, Emil Chakalov, Liz Edwards, Peter Hanson, Patrick Kiernan, Boguslaw Kostecki, Julian Leaper, Gaby Lester, Rita Manning, Perry Montague-Mason, Tom Pigott-Smith, Maciej Rakowski, Jonathan Rees, Emlyn Singleton, Cathy Thompson, Chris Tombling, Warren Zielinski – violini
- Rachel Stephanie Bolt, Garfield Jackson, Andy Parker, Vicci Wardman, Bruce White, Steve Wright – viole
- Caroline Dale, Dave Daniels, Anthony Lewis, Martin Loveday, Anthony Pleeth, Frank Schaefer – violoncelli
- Steve Mair, Mary Scully, Allen Walley – contrabbassi

The Hurts Choir (traccia 12)
- Adam Clough, Adam Pendse, Amy May, Bonnie Barnes, Charylyne Malich, Chris Freeman, Christian Cargill, Chris Griffiths, D Sheldon, Dan Kent, Dan Robinson, Emily Rumbles, Francesca Hoffman, Freda Johnson, Joshua Allen, Karolina Chojnowska, Kasia JW, Lael Goldberg, Lee Birchall, Lidiya Aleksieva, Lydia Mountford, Matt Vines, Michael Henehan, Neil Reeves, Paloma Deike, Paul Smith, Paul Walsham, Penny Ainscow, Pete Watson, Rhian Porter, Samantha Sheldon, Tom Hasson, Tom K White, Tom Sheppard, Tracey Sheldon, Violet Lawrence

Produzione
- Hurts – produzione (tracce 1, 2, 3, 5, 6, 8, 9, 10 e 12)
- Jonas Quant – produzione (tracce 1, 3, 4, 5, 7, 8, 11)
- Dan Grech-Marguerat – ingegneria del suono (tracce 1, 2, 3, 6, 9, 10 e 12), produzione (tracce 2, 10 e 12), registrazione (traccia 4), missaggio (traccia 6), registrazione parti vocali (traccia 6), produzione aggiuntiva (traccia 9)
- Jakob Hermann – ingegneria parti vocali (tracce 1, 2, 3), ingegneria parti di chitarra (traccia 4), ingegneria del suono (tracce 5, 7 e 11), ingegneria del coro (traccia 8), produzione aggiuntiva (traccia 10)
- Duncan Fuller – assistenza ingegneria (tracce 2, 6, 9, 10 e 12)
- Mark "Spike" Stent – missaggio (eccetto traccia 6)
- David Emery – assistenza missaggio (eccetto traccia 6)
- Martin Forslund – assistenza ingegneria (tracce 5, 8 e 11)
- Ted Jensen – mastering